# 1973 Голяма награда на САЩ
1973 Голяма награда на САЩ е 15-ото състезание за Голямата награда на САЩ и петнадесети, последен кръг от сезон 1973 във Формула 1, проведено на 7 октомври 1973 година на пистата Уоткинс Глен, Уоткинс Глен, Ню Йорк, САЩ.

## Репортаж
В Канада, Питър Гетин не успя да убеди колегите от БРМ да го задържат, след разочароващото си представяне. Отборът реши да пусне Клей Регацони в своето последно състезание за тях, преди да се присъедини към Ферари за следващия сезон. Брабам повика Джон Уотсън да поеме болида, пилотиран от Ролф Щомелен от последните четири кръга. Йохен Мас се завърна за Съртис, докато Шадоу пускат и трети заводски болид за англичанина Брайън Редмън. Уилямс първоначално реши да участват с Хоудън Гънли и Анри Пескароло, преди последния да бъде заменен от датчанина Том Белсьо. Обаче той пристигна на трасето, за да види че Рон Таурнак е убедил тима да вземе Джаки Икс.

### Квалификация
Квалификацията отново показа същата картина така както е в предишните състезание, а то е пълната доминация на Лотус, макар да бъдат предизвикани от Карлос Ройтеман, Франсоа Север и Джеймс Хънт. Събота обаче сложи край на един от пилотите по трагичен начин. Север, чието време му уреди трета позиция зад Лотус-ите, е в бърза обиколка, за да подобри времето си. Приближавайки S-образния завой, французинът удари бордюра, след което Тирел-ът му се заби право в мантинелите на дясната част от трасето. След това болидът му се зави на лявата част на 90 градуса, с висока скорост която огъна предната част на мантинелата и разсичайки Тирел-а на две, убивайки Север моментално. Смъртта на красивия 29-годишен пилот, чието бъдеще е предвидено след като Джеки Стюарт обяви своето отказване от състезателна дейност, шокира всички дори и самия Стюарт, който е очаквал Север да води отбора за 1974.
Рони Петерсон взе пола за девети път в своята кариера и за сезона пред Ройтеман, Емерсон Фитипалди, Хънт, Стюарт (за когото това трябваше да бъде стотното му състезание) и Майк Хейлууд. Макларън-ите не са на обичайната си форма като Питър Ревсън и Дени Хълм окупират четвъртата редица, докато Карлос Паче успя да раздели Джоди Шектър от двата Макларън-а. Стюарт и Крис Еймън, който трябваше да стартира 12-и, излязоха на трасето в съботния следобед, преди Кен Тирел да обяви, че най-доброто за отбора е да не вземат участие в състезанието в знак на почит към Север. Това решение връчи титлата при конструкторите за Лотус, без битка между двата отбора.

### Състезание
Организаторите, които научиха за отказването на Тирел, решават да оставят техните места на решетката празни, вместо да преместят тези зад тях. Останалите 25 участника стартират състезанието, без Ревсън, който остана на място. Американецът успя да потегли, но на последна позиция, преди да мине с две позиции напред, след като Редмън и Рики фон Опел получиха проблеми с клапаните. Инсайн-ът отпадна на трасето, докато Шадоу-ът на англичанина успя да се добере до боксовете. Междувременно Петерсон поведе колоната, пред Ройтеман и Хънт втори и трети, след като успяват да се справят с Фитипалди. След тях са групата на Хейлууд, Хълм, Шектър, Жан-Пиер Белтоаз, Паче, Мас, Регацони и останалите след тях. Хънт, който се наслаждава на перфектно състезание, изпревари Ройтеман за втора позиция преди да преследва Лотус-а на Петерсон. Сериозна вибрация по предните гуми на Фитипалди и на Хейлууд даде шанс на Макларън-ите да ги изпреварят, преди Съртис-ът да изпревари бразилеца.
Гънли влезе в бокса в 12-ата обиколка със сериозни проблеми по управлението на неговия Исо-Марлборо, преди да бъде изпратен обратно на трасето, докато Белтоаз спря болида си за преглед по двигателя. Ники Лауда има проблеми с горивната помпа, докато Редмън се върна на трасето с помощта на неговите механици. Англичанинът обаче е дисквалифициран заради външна помощ, след като спира в бокса за втори път. Хънт успява да се доближи до Петерсон, чакайки удобния момент за изпреварване. Фитипалди си върна шестата позиция, след като Хейлууд усети по болида нещо странно по управлението, преди англичанинът да се прибере в бокса, където повреда по окачването е причината управлението на неговия Съртис да се усложни. Паче и Мас отпадат малко по-късно в състезанието, което означи края на състезанието за Съртис.
Прогресът на Хълм и Шектър ги изпрати зад Брабам-а на Ройтеман, но аржентинецът успя да отклони атаките на двата Макларън-а, преди да застигнат изостанали пилоти. Южноафриканецът намали скоростта си, след като по погрешка активира пожарогасителя, замръзвайки единия му крак, преди да приключи в 40-ата обиколка поради завъртане, което повреди задното окачване. Емерсон почти го последва, но успя да избегне контакт с Макларън-а, с цената на износена предна гума, което прати бразилеца да влезе в бокса, връщайки се зад Ревсън. Мерцарио имаше страшен момент, след като задното му крило се откачи от болида, от което се завъртя. Италианецът успя да влезе в бокса, където механиците вместо да сложат ново задно крило, откачиха предното крило за да балансира Ферари-то.
Петнадесет обиколки до финала, Петерсон продължава да бъде преследван от Хънт и Ройтеман на девет секунди зад Марч-а, Макларън-ите на Хълм, Ревсън и Фитипалди. Поради механически проблеми, Жан-Пиер Жарие успя да се добере до седмата позиция пред Майк Бютлър, Икс, Регацони и Белтоаз. Частният Марч на англичанина успя да удържи пилотите пред себе си, преди Икс да го изпревари, част от която помогна влака на пилотите на Шадоу, воден от Греъм Хил.
Хънт, чийто болид олекна, реши да притисне Петерсон, чакайки вероятна грешка на Петерсон, докато Ройтеман се движи на почти 20 секунди от тях. Това обаче не стресна шведа, който успя да удържи на атаките на Хескет-Марч-а на англичанина и пресече финала за своята четвърта победа в неговата кариера. Хънт постигна най-доброто си класиране, подобрявайки третото място в Зандворт с второ, след брилятно каране което можеше да го направи победител, ако състезанието е продължило с още няколко обиколки. Ройтеман завърши трети пред Хълм, който си позволи да намали скоростта в последните няколко обиколки, знаейки че няма никакъв шанс да настигне аржентинеца, след като има вибрации по болида си през последната част на състезанието. Ревсън завърши пети пред Фитипалди, докато Икс завърши седми, а Жарие има на какво да съжалява, след като катастрофира своя Марч на последната обиколка. Регацони, Белтоаз, Бютлър, Гънли, Хил, Джордж Фолмър, Джаки Оливър и Мерцарио завършват състезанието, а Уилсън Фитипалди остана седем обиколки назад, поради многото направени стопа отстрана на бразилеца.

## Класиране

### Състезание
| Поз | No | Пилот             | Конструктор      | Обиколки | Време/Отпадане   | Място | Точки |
| --- | -- | ----------------- | ---------------- | -------- | ---------------- | ----- | ----- |
| 1   | 2  | Рони Петерсон     | Лотус-Форд       | 59       | 1:41:15.779      | 1     | 9     |
| 2   | 27 | Джеймс Хънт       | Марч-Форд        | 59       | + 0.668          | 4     | 6     |
| 3   | 10 | Карлос Ройтеман   | Брабам-Форд      | 59       | + 22.930         | 2     | 4     |
| 4   | 7  | Дени Хълм         | Макларън-Форд    | 59       | + 50.226         | 8     | 3     |
| 5   | 8  | Питър Ревсън      | Макларън-Форд    | 59       | + 1:20.367       | 7     | 2     |
| 6   | 1  | Емерсон Фитипалди | Лотус-Форд       | 59       | + 1:47.945       | 3     | 1     |
| 7   | 26 | Джеки Икс         | Исо Малборо-Форд | 58       | + 1 Об.          | 23    |       |
| 8   | 19 | Клей Регацони     | БРМ              | 58       | + 1 Об.          | 15    |       |
| 9   | 20 | Жан-Пиер Белтоаз  | БРМ              | 58       | + 1 Об.          | 14    |       |
| 10  | 15 | Майк Бютлър       | Марч-Форд        | 58       | + 1 Об.          | 26    |       |
| 11  | 18 | Жан-Пиер Жарие    | Марч-Форд        | 57       | Инцидент         | 17    |       |
| 12  | 25 | Хоудън Гънли      | Исо Малборо-Форд | 57       | + 2 Об.          | 19    |       |
| 13  | 12 | Греъм Хил         | Шадоу-Форд       | 57       | + 2 Об.          | 18    |       |
| 14  | 16 | Джордж Фолмър     | Шадоу-Форд       | 57       | + 2 Об.          | 20    |       |
| 15  | 17 | Джаки Оливър      | Шадоу-Форд       | 55       | + 4 Об.          | 22    |       |
| 16  | 4  | Артуро Мерцарио   | Ферари           | 55       | + 4 Об.          | 11    |       |
| НКл | 11 | Уилсън Фитипалди  | Брабам-Форд      | 52       | Не е класиран    | 25    |       |
| Отп | 0  | Джоди Шектър      | Макларън-Форд    | 39       | Окачване         | 10    |       |
| Отп | 30 | Йохен Мас         | Съртис-Форд      | 35       | Двигател         | 16    |       |
| Отп | 21 | Ники Лауда        | БРМ              | 35       | Горивна помпа    | 21    |       |
| Отп | 23 | Майк Хейлууд      | Съртис-Форд      | 34       | Окачване         | 6     |       |
| Отп | 24 | Карлос Паче       | Съртис-Форд      | 32       | Окачване         | 9     |       |
| Отп | 9  | Джон Уотсън       | Брабам-Форд      | 7        | Двигател         | 24    |       |
| ДКФ | 31 | Брайън Редмън     | Шадоу-Форд       | 5        | Външна помощ     | 13    |       |
| Отп | 28 | Рики фон Опел     | Инсайн-Форд      | 0        | Дросел           | 27    |       |
| Отк | 5  | Джеки Стюарт      | Тирел-Форд       | 0        | Оттегля се       | 5     |       |
| Отк | 29 | Крис Еймън        | Тирел-Форд       | 0        | Оттегля се       | 12    |       |
| НСт | 6  | Франсоа Север     | Тирел-Форд       |          | Фатален инцидент |       |       |

## Класиране след състезанието
| Поз | Пилот             | Точки |
| --- | ----------------- | ----- |
| 1   | Джеки Стюарт      | 71    |
| 2   | Емерсон Фитипалди | 55    |
| 3   | Рони Петерсон     | 52    |
| 4   | Франсоа Север     | 47    |
| 5   | Питър Ревсън      | 38    |
| 6   | Дени Хълм         | 26    |
| 7   | Карлос Ройтеман   | 16    |
| 8   | Джеймс Хънт       | 14    |
| 9   | Джаки Икс         | 12    |
| 10  | Жан-Пиер Белтоаз  | 9     |

| Поз | Конструктор       | Точки   |
| --- | ----------------- | ------- |
| 1   | Лотус-Форд        | 92 (96) |
| 2   | Тирел-Форд        | 82 (86) |
| 3   | Макларън-Форд     | 58      |
| 4   | Брабам-Форд       | 22      |
| 5   | Марч-Форд         | 14      |
| 6   | Ферари            | 12      |
| 7   | БРМ               | 12      |
| 8   | Шадоу-Форд        | 9       |
| 9   | Съртис-Форд       | 7       |
| 10  | Исо-Марлборо-Форд | 2       |